# Hiroaki Namba
Hiroaki Namba (難波 宏明 Nanba Hiroaki?, nacido el 9 de diciembre de 1982 en Okayama) es un futbolista japonés que se desempeña como delantero.

## Trayectoria

### Clubes
| Club           | País  | Año         |
| -------------- | ----- | ----------- |
| Vissel Kobe    | Japón | 2001        |
| Tochigi SC     | Japón | 2002        |
| Yokohama FC    | Japón | 2006 - 2012 |
| Mito HollyHock | Japón | 2013        |
| FC Gifu        | Japón | 2014 -      |

## Estadística de carrera

### J. League
| Club           | Año   | J. League | J. League | Copa J. League | Copa J. League | Total | Total |
| Club           | Año   | Part.     | Goles     | Part.          | Goles          | Part. | Goles |
| -------------- | ----- | --------- | --------- | -------------- | -------------- | ----- | ----- |
| Vissel Kobe    | 2001  | 0         | 0         | 0              | 0              | 0     | 0     |
| Yokohama FC    | 2006  | 1         | 1         | -              | -              | 1     | 1     |
| Yokohama FC    | 2007  | 18        | 3         | 5              | 0              | 23    | 3     |
| Yokohama FC    | 2008  | 25        | 7         | -              | -              | 25    | 7     |
| Yokohama FC    | 2009  | 42        | 8         | -              | -              | 42    | 8     |
| Yokohama FC    | 2010  | 30        | 5         | -              | -              | 30    | 5     |
| Yokohama FC    | 2011  | 29        | 6         | -              | -              | 29    | 6     |
| Yokohama FC    | 2012  | 9         | 0         | -              | -              | 9     | 0     |
| Mito HollyHock | 2013  | 26        | 1         | -              | -              | 26    | 1     |
| FC Gifu        | 2014  | 34        | 12        | -              | -              | 34    | 12    |
| FC Gifu        | 2015  | 38        | 12        | -              | -              | 38    | 12    |
| FC Gifu        | 2016  | 20        | 3         | -              | -              | 20    | 3     |
| FC Gifu        | 2017  | 37        | 9         | -              | -              | 37    | 9     |
| Total          | Total | 309       | 67        | 5              | 0              | 314   | 67    |